# 24kGoldn
24kGoldn (рус. Тве́нти Фор Кей Го́лден; настоящее имя — Голден Лэндис Вон Джонс; англ. Golden Landis Von Jones; род. 13 ноября 2000, Сан-Франциско, Калифорния) — американский рэпер и певец. Получил популярность в 2019 году после выпуска сингла «Valentino», который занял 92 место в чарте Billboard Hot 100. В июле 2020 года сингл 24kGoldn «Mood», при участием Iann Dior, возглавил Billboard Hot 100, став самой популярной песней в его карьере.

## Биография

### Ранние годы
Родился 13 ноября 2000 года в Сан-Франциско, Калифорния, в семье еврейки-ашкенази Кимберли Лэндис и отца-афроамериканца Торино Вон Джонса. У него есть младшая сестра Сейдж Лэндис Вон Джонс. Родители Голдена работают манекенщиками. С детства занимался музыкой: будущий рэпер в средней и старшей школе пел в хоре, но до своей карьеры Голден хотел стать менеджером хедж-фонда. В 2018 году окончил школу.
После окончания школы поступил в университет Южной Калифорнии, в котором вступил в братство Tau Kappa Epsilon весной 2019 года. Голден взял академический отпуск, чтобы заняться своей рэп-карьерой.

### Карьера
В 2017 году 24kGoldn выпустил свой первый трек и видеоклип на него «Trappers Anthem». В январе 2019 года вышел сингл «Valentino», который набрал более 350 миллионов прослушиваний на Spotify. В ноябре 2019 года 24kGoldn выпустил свой дебютный мини-альбом Dropped Outta College, после которого подписал контракт с лейблом Columbia Records.
11 августа 2020 года попал в ежегодный список фрешменов от журнала XXL. Позже в том же месяце сингл «Mood», выпущенный в июле 2020 года, попал в чарт Billboard Hot 100 США и занял первое место.
26 марта 2021 года он выпустил свой дебютный студийный альбом El Dorado. В альбом вошли тринадцать песен, он содержит гостевые участия от Фьючера, Iann Dior, Swae Lee и DaBaby.

## Музыкальный стиль
Музыка 24kGoldn охватывает множество жанров, мотивированных его желанием «никогда не ограничиваться одним». По поводу своего стиля музыки рэпер заявил:
В зависимости от того, какую песню вы слушаете, мою музыку можно описать по-разному.
24kGoldn стал записывать музыку из-за рэперов Paypa Boy и 24Kay.

## Дискография
Студийные альбомы
- El Dorado (2021)

Мини-альбомы
- Dropped Outta College (2019)

## Фильмография
| Год  |   | Русское название | Оригинальное название | Роль               |
| ---- | - | ---------------- | --------------------- | ------------------ |
| 2020 | ф | Хэллоуин в аду   | Halloween in Hel      | В роли самого себя |
| 2021 | с | Домоводство      | Home Economics        | В роли самого себя |

## Туры

### Хэдлайнер
- «The El Dorado Tour» (2021)[14]
- «Better Late Than Never» (2022)

### Поддержка
- Уиз Халифа и Logic – «Vinyl Verse Summer Tour» (2022)